# Nash-Kelvinator Corporation
Die Nash-Kelvinator Corporation war das Ergebnis der Fusion von Nash Motors mit der Kelvinator Appliance Company. 

## Beschreibung
Das neue Unternehmen entstand im Januar 1937. Sitz war in Kenosha in Wisconsin.
1952 führte Kelvinator den Kelvinator Food-A-Rama Side by Side Refrigerator ein, einen der ersten modernen selbstentfrostenden Einbaukühlschränke.
Die Kelvinator-Produkte waren vor und nach der Fusion als Haushalts-Großgeräte von guter Qualität bekannt.
1954 fusionierte Nash-Kelvinator mit Hudson Motor Car Co. in Detroit (Michigan), dies war für beide Unternehmen von Vorteil und daraus entstand die American Motors Corporation (AMC), gegründet im Mai 1954. Kelvinator setzte als 100%ige Tochter von AMC seine Geschäfte fort.
Später wurde die Marke Kelvinator an die White Consolidated Industries verkauft, die die Produkte ihrer eigenen Haushalts-Großgeräte-Gruppe mit den Marken White-Westinghouse, Gibson und Frigidaire zuordnete. Diese Haushalts-Großgeräte-Gruppe gehört heute zum schwedischen Electrolux-Konzern. Den Produktnamen Kelvinator findet man heute auf Haushalts-Großgeräten weltweit, ebenso wie auf Kühlgeräten für den Laborbedarf.